# Mine Rescue Work of American Red Cross Society
Mine Rescue Work of American Red Cross Society è un cortometraggio muto del 1913. Il nome del regista non viene riportato nei credit del film.

## Produzione
Il film fu prodotto dalla Vitagraph Company of America.

## Distribuzione
Distribuito dalla Vitagraph Company of America, il film - un breve cortometraggio di 75 metri - uscì nelle sale cinematografiche statunitensi il 21 marzo 1913. Nelle proiezioni, veniva programmato con il sistema dello split reel, accorpato in un'unica bobina con un altro cortometraggio prodotto dalla Vitagraph, A Matter of Matrimony.